# Tomoyuki Hirase
Tomoyuki Hirase (Prefectura de Kagoshima, Japó, 23 de maig de 1977) és un futbolista japonès.

## Selecció japonesa
Tomoyuki Hirase va disputar 2 partits amb la selecció japonesa.